# 長若麗魚
長若麗魚，為輻鰭魚綱鱸形目隆頭魚亞目慈鯛科的其中一種，被IUCN列為易危保育類動物，分布於非洲坦尚尼亞Mbamba灣淡水、半鹹水流域，體長可達8.7公分，棲息在中底層水域，具有領域性，生活習性不明。

## 擴展閱讀
維基物種上的相關：長若麗魚